# Mädelegabel
Mädelegabel är ett berg på gränsen mellan Österrike och Tyskland. Toppen på Mädelegabel är 2 644 meter över havet.
Terrängen runt Mädelegabel är huvudsakligen bergig. Runt Mädelegabel är det ganska glesbefolkat, med 26 invånare per kvadratkilometer.. Närmaste större samhälle är Mittelberg, 10,9 km väster om Mädelegabel. 
Trakten runt Mädelegabel består i huvudsak av gräsmarker.